# Naturschutzgebiet Mahlbach- und Ölfetalsystem

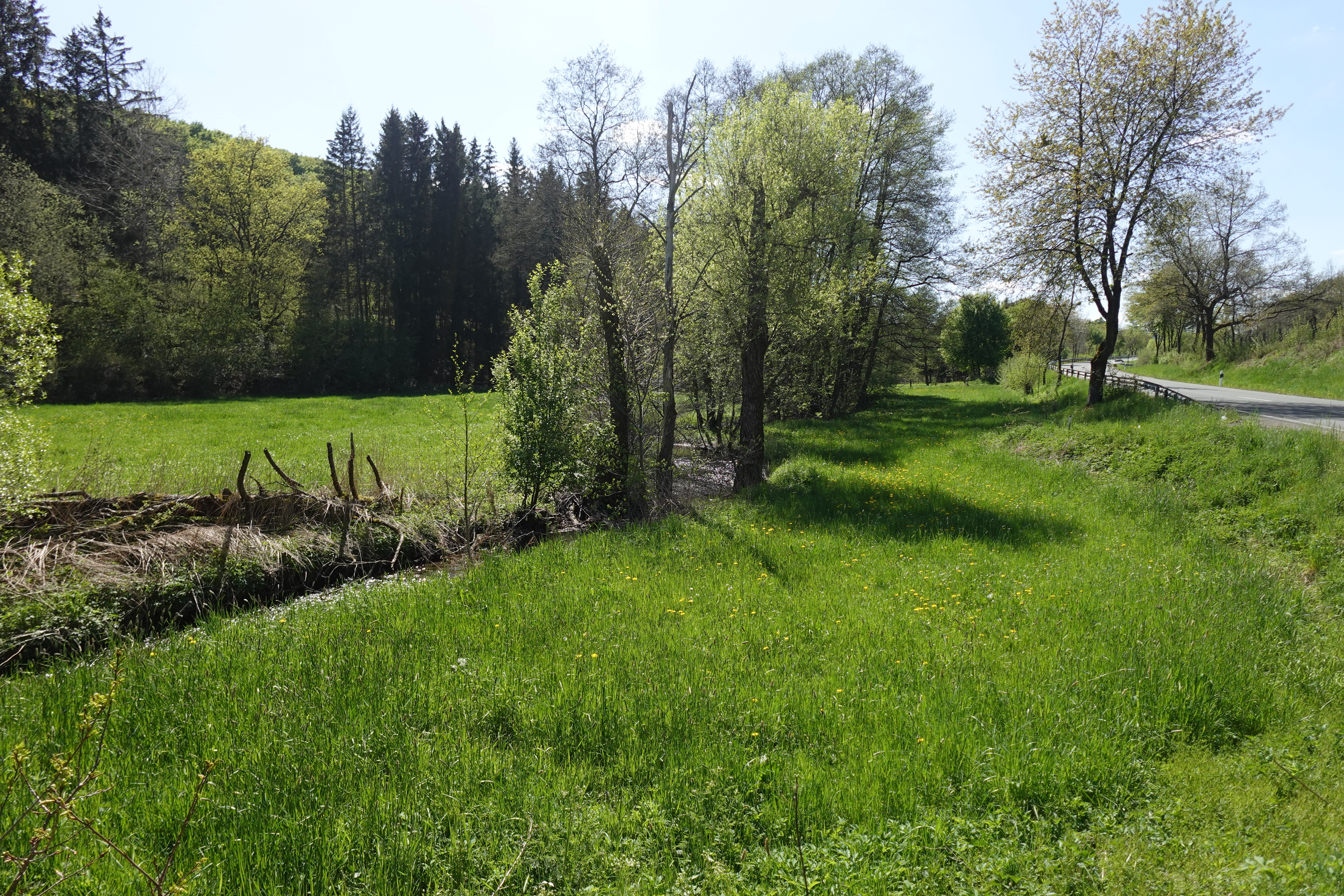
Naturschutzgebiet Mahlbach- und Ölfetalsystem vom Ostrand

Das Naturschutzgebiet Mahlbach- und Ölfetalsystem mit einer Größe von 74,8 ha liegt südlich bis südöstlich von Hesborn im Stadtgebiet von Hallenberg. Es wurde am 15. September 2004 mit dem Landschaftsplan Hallenberg durch den Hochsauerlandkreis als Naturschutzgebiet (NSG) ausgewiesen. Das NSG ist Teil des Europäischen Vogelschutzgebiets Medebacher Bucht. Im Osten liegt das NSG an der Grenze zur Stadt Medebach. Angrenzende Schutzgebiete sind im Nordosten an zwei Stellen das NSG Stemmberg sowie im Osten das NSG Hollenhaus und das NSG Olfetal.

## Gebietsbeschreibung
Beim NSG handelt es sich um ein mehrarmiges Talsystem mit der Ölfe, ihren Nebenbächen Mahlbach und Dormecke sowie den Unterläufen zweier linker Mahlbach-Zuflüsse mit ihren Flussauen. Die Aue wird durch extensives Grünland geprägt. Im Grünland finden sich in der Aue Nassweiden und -wiesen. In einen Bereich bei Hesborn ist das Feuchtgrünland auch auf anmoorig-moorigem Boden. Kleinflächig kommen feuchte Goldhaferwiesen im Gebiet vor. Im Grünland befinden sich Mähwiesen und Magerweiden. Im Magergrünland sind Arten der Borstgrasrasen und Halbtrockenrasen. Teile des Grünlands weisen Paragraph 62 Biotoptypen auf.
Die Bäche sind naturnah mit abschnittsweisen Ufergehölzen einschließlich Kopfbaumreihen. Beidseitig der Täler und an Parzellengrenzen wachsen dichte, breite, ungeschnittene Naturhecken. Zerstreut stehen Einzelsträucher und -bäume, Kopfbaumreihen, Gebüsche und Baumreihen im NSG bzw. an den Rändern. Stellenweise wurden kleine Parzellen mit Fichten aufgeforstet. Lokal kommen auch Ginsterbestände, kleinere mehrstämmige Niederwäldchen und Felsrippen vor. Entlang der Wegränder findet man stellenweise sehr breite Wildkrautsäume. Im nördlich gelegenen Habicher Tal sind einzelne Ackerflächen im NSG eingestreut. Hier befinden sich in der Talsohle auch zwei Fischteiche, die mit Fichten umstanden sind. Auch im Ölfe-Tal befindet sich eine Fischteichanlage. Mehrere Hütten stehen im NSG. Feuchte Grünlandflächen wurden in der Vergangenheit stellenweise mit Bodenmaterial aufgefüllt und ein Seitentälchen des Habicher Tales wurde mit Bauschutt verfüllt. Im Bachtal nahe Dreislar wurde auf ca. 500 m das gesamte Bachtal verfüllt und der Bachlauf selbst wurde stark eingeengt. Er weist in dem Bereich ein nur zwei Meter breites Bett auf, welches von hohen Böschungen begrenzt wird. Westlich davon wird die Ölfe von einem dichten Gehölzsaum begleitet, der aus alten und teils mehrtriebigen Erlen und Weiden besteht.

## Tier- und Pflanzenarten im NSG
Auswahl vom Landesamt für Natur, Umwelt und Verbraucherschutz Nordrhein-Westfalen dokumentierter Brutvogelarten und Insekten im Gebiet: Amsel, Baumpieper, Blauflügel-Prachtlibelle, Bluthänfling, Buchfink, Dorngrasmücke, Eichelhäher, Elster, Feldlerche, Fitis, Gartengrasmücke, Gemeiner Grashüpfer, Goldammer, Grünfink, Heckenbraunelle, Mönchsgrasmücke, Rabenkrähe, Rebhuhn, Ringeltaube, Rohrammer, Rotkehlchen, Roesels Beißschrecke, Sumpfrohrsänger, Turteltaube, Wacholderdrossel, Wachtel, Weidenmeise, Zaunkönig und Zilpzalp.
Auswahl vom Landesamt dokumentierter Pflanzenarten im Gebiet: Acker-Witwenblume, Ährige Teufelskralle, Aufrechter Igelkolben, Bachbunge, Berg-Platterbse, Besenginster, Besenheide, Bitteres Schaumkraut, Blutwurz, Breitblättriger Thymian, Breitblättriges Knabenkraut, Brennender Hahnenfuß, Echte Brunnenkresse, Echte Schlüsselblume, Echter Baldrian, Echtes Johanniskraut, Echtes Labkraut, Echtes Mädesüß, Gänseblümchen, Gamander-Ehrenpreis, Geflecktes Johanniskraut, Gewöhnlicher Gilbweiderich, Gewöhnliches Ferkelkraut, Glattes Habichtskraut, Gras-Sternmiere, Großer Wiesenknopf, Hain-Sternmiere, Harzer Labkraut, Heide-Nelke, Herbstzeitlose, Kleine Bibernelle, Kleine Braunelle, Kleiner Baldrian, Kleiner Klappertopf, Kleiner Wiesenknopf, Kleines Habichtskraut, Kleinköpfiger Pippau, Knolliger Hahnenfuß, Kohldistel, Kriechender Günsel, Kriechender Hahnenfuß, Kuckucks-Lichtnelke, Körner-Steinbrech, Magerwiesen-Margerite, Moor-Labkraut, Moschus-Malve, Quell-Sternmiere, Quellen-Hornkraut, Rundblättrige Glockenblume, Salbei-Gamander, Schlangen-Knöterich, Schmalblättriges Weidenröschen, Schmalblättriges Wollgras, Spitzlappiger Frauenmantel, Sumpf-Dotterblume, Sumpf-Helmkraut, Sumpf-Labkraut, Sumpf-Pippau, Sumpf-Schachtelhalm, Sumpf-Vergissmeinnicht, Teich-Schachtelhalm, Trollblume, Ufer-Wolfstrapp, Wald-Ehrenpreis, Wald-Engelwurz, Wald-Schachtelhalm, Wasser-Minze, Weißes Labkraut, Wiesen-Bocksbart, Wiesen-Bärenklau, Wiesen-Flockenblume, Wiesen-Kerbel, Wiesen-Kümmel, Wiesen-Pippau, Wiesen-Platterbse, Wiesen-Schaumkraut, Zaun-Wicke und Zottiges Weidenröschen.

## Schutzzweck
Das NSG soll das Grünland und die Bäche mit ihrem Arteninventar schützen sowie zur Erhaltung und Entwicklung von Lebensgemeinschaften und Lebensstätten wildlebender, teils gefährdeter Tier- und Pflanzenarten beitragen. Wie bei allen Naturschutzgebieten in Deutschland wurde in der Schutzausweisung darauf hingewiesen, dass das Gebiet „wegen der Seltenheit, besonderen Eigenart und Schönheit des Gebietes“ als Naturschutzgebiet ausgewiesen wurde. Laut Naturschutzgebiets-Ausweisung wurde das Gebiet zum Naturschutzgebiet auch ausgewiesen, um zur Sicherung des ökologischen Netzes Natura 2000 der EU im Sinne der FFH-Richtlinie beizutragen.